# バーンズ勇気
バーンズ 勇気（バーンズ ゆうき、1992年12月27日 - ）は、日本の男性タレント。
神奈川県横須賀市出身。日本人の母とアメリカ人の父を持つ。

## 略歴
- 2003年 - 芸能界デビュー。
- 2004年 - NHK教育『天才てれびくんMAX』にてれび戦士として3年間出演。
- 2005年11月 - PrizmaXに加入。
- 2008年4月23日 - クリスタルズとして「CRYSTAL CHILDREN」でCDデビュー。
- 2010年8月 - 俳優集団NAKED BOYZの結成メンバーとなるが、同年12月、他のPrizmaXメンバーとともに脱退。
- 2012年3月 - PrizmaXを脱退。その後、スターダストプロモーションを退所。
- 2017年 - EXILE Presents VOCAL BATTLE AUDITION 5 〜夢を持った若者達へ〜 のラップ部門でファイナリストに選ばれるが、不合格[1]。
- 2019年 - ヤザ・パパに移籍。

## 出演

### バラエティ
- 天才てれびくんMAX（2004年4月5日 - 2007年3月29日、NHK教育テレビ） - てれび戦士
- ラブ*リルカ（2005年10月 - 12月、東京MXテレビ）
- TERRACE HOUSE BOYS & GIRLS IN THE CITY（2016年、Netflix）
- 戦国炒飯TV 〜なんとなく歴史が学べる映像〜（2020年8月 - 、TOKYO MX）
  - 戦国マッチングアプリ ブシーズ - 伊達政宗役
  - ミュージックトゥナイト 信プレックス - 武田信玄役

### テレビドラマ
- 大切なことはすべて君が教えてくれた（2011年1月 - 3月、フジテレビ） - 江藤バーンズ凌真 役
- あなたのことはそれほど 第1話（2017年4月18日、TBS）

### 映画
- スラッカーズ 傷だらけの友情（2009年）
- ハオト（2025年）[2]

### 舞台
- マジカルスクリーン大作戦〜キャプテン9×9の野望〜（2008年） - 勇気 役
- コカンセツ!（2010年） - 幸田 / ケースケ 役
- NAKED BOYZ ACTⅠ「ハマリマン」（2010年）
- THE CONVOY SHOW vol.37『星屑バンプ』（2019年）
- 『ヒプノシスマイク-Division Rap Battle-』 - 毒島・メイソン・理鶯 役[3]
  - 『ヒプノシスマイク-Division Rap Battle-』Rule the Stage -track.1-（2019年11月15日 - 12月1日、品川プリンスホテル ステラボール）
  - 『ヒプノシスマイク-Division Rap Battle-』Rule the Stage -track.4-（2021年2月5日 - 3月7日、東京ドームシティホール 他）
  - 『ヒプノシスマイク-Division Rap Battle-』Rule the Stage -Battle of Pride-（2021年8月14日・15日、大阪公演 / 8月24日・25日、神奈川公演）[4]
  - 『ヒプノシスマイク -Division Rap Battle-』Rule the Stage -Rep LIVE- side M.T.C（2022年）[5]
  - 『ヒプノシスマイク -Division Rap Battle-』Rule the Stage《Fling Posse VS MAD TRIGGER CREW》（2023年）[6]
  - 『ヒプノシスマイク -Division Rap Battle-』Rule the Stage -Battle of Pride 2023-（2023年）[7]
- THE CONVOY SHOW vol.38『ONE！』（2019年）
- STAGE THE WORKOUT 2nd SEASON 「朝日のような夕日をつれて」（2020年）- 少年 役
- 舞台「タンブリング」（2021年）- ディーン飛鳥 役[8]
- 35th Anniversary THE CONVOY SHOW vol.41「コンボ・イ・ランド」（2021年）[9]
- ダッドシューズ（2023年） - 新田誠二 役[10]
  - 「ダッドシューズ 2025」（2025年）[11]
- ミュージカル『新テニスの王子様』The Third Stage（2023年） - ミハエル・ビスマルク 役[12]
  - ミュージカル『新テニスの王子様』 The Fourth Stage（2024年）[13]
- プールサイドの魚たち（2024年）[14]

### CM
- アイトーイ、爆風スラッシュ!キズナ（2004年）
- タカラ、ガンガンレボリューション（2004年）
- 江崎グリコ、ポッキー（2017年）
- 中国銀行　ちゅうぎんNISA（2023年）

### ミュージックビデオ
- ホテルニュートーキョー「Succession」（2013年）

### 雑誌連載
- ピチレモン（2007年5月号 - 2009年3月号、学研） - モデル